# Максимос, Димитриос

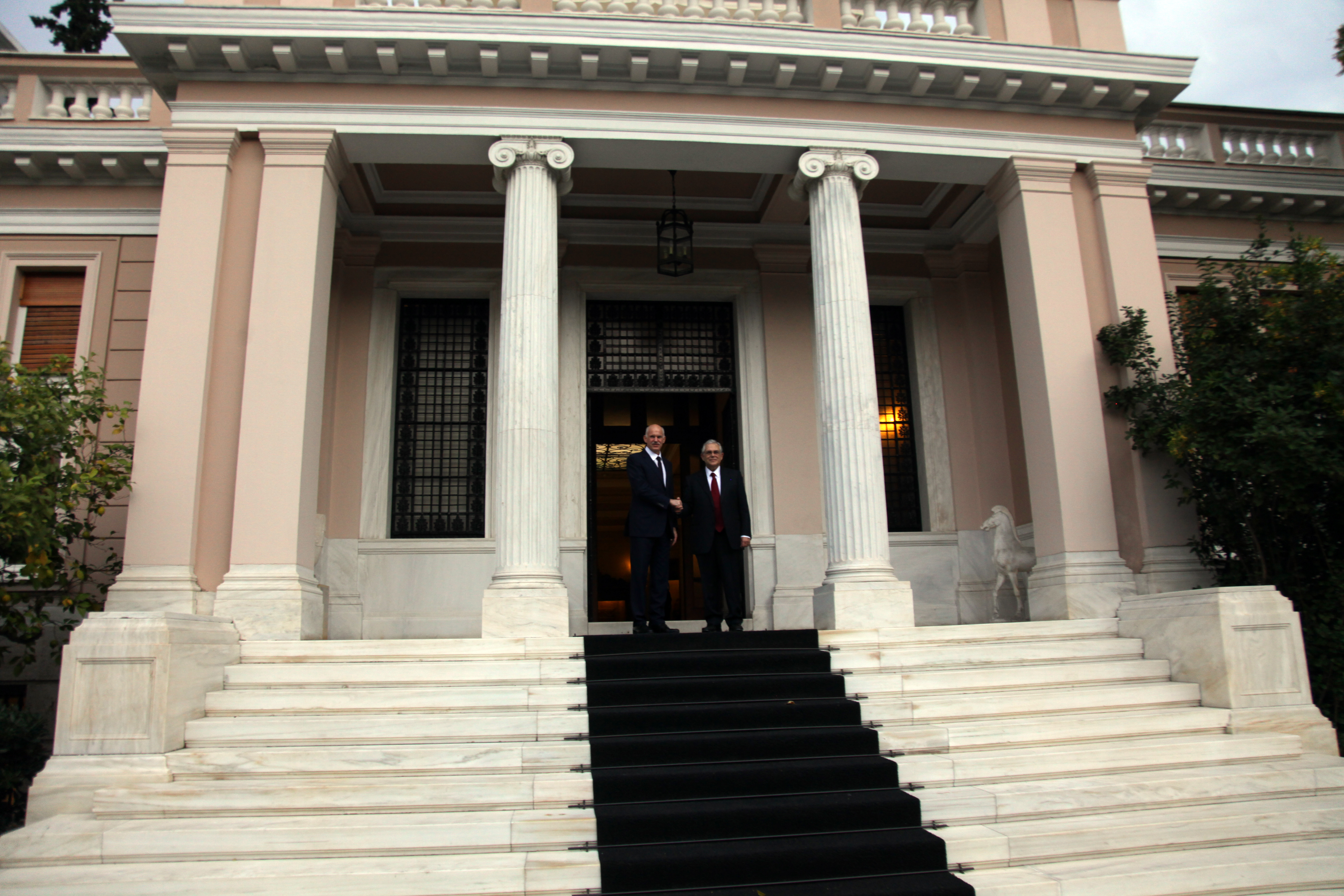
Максимос, официальная резиденция премьер-министра Греции

Димитриос Максимос (греч. Δημήτριος Μάξιμος, 6 июля 1873, Патры — 16 октября 1955, Афины, Греция) — греческий экономист, банкир и политик XX века. Был Премьер-министром Греции в 1947 году.

## Биография
Димитриос Максимос родился в городе Патры в 1873 году в семье Эпаминонда Максимоса и Аспазии Лонду, которая была дочерью бывшего мэра Патр Андреаса Х. Лондоса. Окончил гимназию в Патрах и учился затем юридическим и экономическим наукам в Афинах и Париже. В 1891 году, в очень молодом возрасте, начал свою банковскую карьеру. В 1903 году возглавил дирекцию филиала Национального банка Греции в Патрах, а затем был повышен в должности и стал директором центрального филиала банка в Афинах. В 1914 году был заместителем директора банка и с 1921 года по 1922 год был директором банка.
Будучи монархистом и ставленником монархистов после революции 1922 года и низложения короля подал в отставку и вместе со своей женой уехал в Флоренцию.
Вернулся в Грецию в 1927 году и занял пост финансового советника Народной партии Панагиса Цалдариса. В 1933 году был избран депутатом от Народной партии и сразу затем сенатором. Был министром иностранных дел в период 1933—1935 годах, когда был подписан Балканский пакт (Балканская Антанта) между Грецией, Турцией, Югославией и Румынией.
После германо-итало-болгарской оккупации Греции в годы Второй мировой войны, имя Максимоса было отмечено среди политиков, принявших участие 6 мая 1941 года в совещании у греческого квислинга Цолакоглу и выразивших согласие на создание «правительства необходимости»:564. В годы оккупации Димитриос Максимос не был активен.
После освобождения Греции выступил на суде коллаборационистов в защиту обвиняемых, утверждая, что они правили при оккупантах «из патриотических побуждений».
После начала Гражданской войны в Греции в 1946 году стало очевидно что англичане не в состоянии более контролировать обстановку в Греции и контроль негласно и постепенно перешёл в руки американцев. Максимос в это время не входил в состав греческого парламента. Америкацы и королевский двор сочли его подходящей кандидатурой для формирования правительства широкого политического спектра:844.
Димитриос Максимос возглавил коалиционное правительство с 24 января по 29 августа 1947 года, после чего ушёл из политики.
В 1952 году греческое государство решило выкупить его особняк по улице Ирода Аттического, 19. Был сформирован комитет, который оценил стоимость особняка Максимоса в 11 млрд драхм. Димитриос Максимос заявил, что готов продать государству примерно в половину озвученной суммы за 5,75 млрд драхм. Кроме того он подарил государству всю меблировку особняка и все его картины художников при условии, чтобы особняк будет использован в качестве «Правительственного дворца» и для приёма иностранных высоких лиц. С 1982 года «Мегаро Максиму» (Дворец Максимоса) используется как официальная резиденция и офис всех греческих премьер-министров.
Димитриос Максимос умер в 1955 году.